# مهاجنپدها
دوران مهاجنپدها (سانسکریت: महाजनपदाः، آوانگاری: Mahājanapadāḥ) شانزده پادشاهی یا جمهوری الیگارشی بودند که از قرن ششم تا چهارم قبل از میلاد در دوره دوم شهرنشینی در شمال هند باستان وجود داشتند.